# Christian Bonnet (Musiker)
Christian Bonnet (* 1945 in Paris; † 13. Juni 2017 ebendort) war ein französischer Jazzmusiker (Tenorsaxophon), Autor und Produzent.

## Leben und Wirken
Bonnet spielte in den 1960er-Jahren Tenorsaxophon in der Bigband Swing Limited Corporation unter der Leitung von Jean-François Georges, in späteren Jahren mit Eddy Louiss und Alain Bouchet, zuletzt 2014 mit Sylvia Howard und dem Black Label Swingtet (Sings Duke). Als Autor schrieb er während der 1970er Jahre für Jazz Hot.
Als Bewunderer von Duke Ellington war er Vorsitzender des 2009 gegründeten Maison du Duke in Paris, in der er mit Claude Carrière Tagungen, Konzerte veranstaltete und publizierte.  Er übersetzte die Ellington-Autobiographie Music is My Mistress (Editions Slatkine & Cie, 2016). Bonnet war ab den 1990er Jahren als Produzent für das Label Nocturne, Herausgeber der Anthologie Masters of Jazz (1990–2002) und als Mitarbeiter der Sammlung BD Jazz tätig. Zudem war er Mitglied der Académie du Jazz und fungierte als deren Schatzmeister; ferner wirkte er bei der Edition Cabu Masters of Jazz (Nocturne) mit. Im Bereich des Jazz war er zwischen 1968 und 2014 an zwölf Aufnahmesessions beteiligt. Von der Republik Frankreich wurde er als Chevallier des Arts et Lettres ausgezeichnet.